# Syzygium sichuanense
Syzygium sichuanense är en myrtenväxtart som beskrevs av Ho Tseng Chang och Ru Huai Miao. Syzygium sichuanense ingår i släktet Syzygium och familjen myrtenväxter. Inga underarter finns listade i Catalogue of Life.